# Soemu Toyoda
Soemu Toyoda (豊田 副武 Toyoda Soemu?,  22 de mayo de 1885-22 de septiembre de 1957) fue un almirante y Comandante en Jefe de la Flota Combinada de la Armada Imperial Japonesa durante la Segunda Guerra Mundial. 
Durante la Segunda Guerra Mundial, Toyoda fue el tercer Comandante en Jefe de la Flota Combinada después de Yamamoto,  las intrincadas operaciones tácticas navales denominadas Victoria (Go en japonés) que planificó y/o autorizó al final del Frente del Pacífico, fueron graves derrotas que condujeron a la aniquilación del poderío remanente de la Armada Imperial Japonesa.

## Biografía
Toyoda nació en Kitsuki, Prefectura de Ōita, en 1885. Se graduó en la 33.ª clase de la Academia Naval Imperial Japonesa, graduándose el 26.º de 176 cadetes, en 1905.
Sirvió como guardiamarina en los cruceros Hashidate y Nisshin y tras su ascenso a alférez el 20 de diciembre de 1906, sirvió en el destructor Asatsuyu. Dos años más tarde, el 25 de septiembre de 1908, fue ascendido a subteniente.
Retornó a la escuela donde se experimento en torpedos y artillería naval. Tras su ascenso como teniente el 1 de diciembre de 1911, sirvió en el crucero de batalla Kurama. Se graduó con honores en la Escuela Naval de la Armada en 1915, y fue ascendido a teniente comandante en 1917. En este lapso de tiempo (1917-1919) fue ayudante de campo del almirante Yoshimasa Motomaro. De 1919 a 1922 fue agregado militar en el Reino Unido, donde en este tiempo sería ascendido a Comandante el 1 de diciembre de 1921.
Tras su retorno a Japón fue asignado como oficial ejecutivo en el crucero Kuma. En este punto iría ocupando diferentes cargos hasta su ascenso a capitán el 1 de diciembre de 1925, y fue asignado a su primer comando: el crucero Yura. En diciembre de 1930 fue asignado al mando del acorazado Hyūga. Un año después, acompañó al almirante Isoroku Yamamoto a la Conferencia Naval de Londres. Fue ascendido a contraalmirante el 1 de diciembre de 1931.
De diciembre de 1931 a febrero de 1933, Toyoda fue jefe de la segunda sección del Estado Mayor de la Armada Imperial Japonesa, y sería ascendido a vicealmirante el 15 de noviembre de 1935. De 1935 a 1937, Toyoda fue director de la Oficina de Asuntos Navales, y el 20 de octubre de 1937, se convirtió en Comandante en Jefe de la 4.ª Flota. Posteriormente se convirtió en Comandante en Jefe de la 2.ª Flota el 15 de noviembre de 1938. Ambas flotas estaban activas en la segunda guerra sino-japonesa en apoyo de la invasión de China. 
A partir de 1939 a 1941, sirvió como director del comando naval de la construcción naval.

### Segunda Guerra Mundial
Fue promovido a almirante el 18 de septiembre de 1941 y durante el ataque a Pearl Harbor, sirvió como Comandante en Jefe del Distrito Naval de Kure. Desde el primer momento, Toyoda se opuso firmemente a la guerra con los Estados Unidos, admitiendo que era "imposible de ganar".
El 10 de noviembre de 1942, Toyoda se convirtió en miembro del Consejo Supremo de Guerra, donde hizo un fuerte esfuerzo (pero en su mayoría infructuoso) para aumentar los fondos y la capacidad de la industria japonesa hacia la aviación naval, sobre la oposición dominada por el ejército en el Cuartel General Imperial. El 21 de abril de 1943, Toyoda fue reasignado (es decir, degradado) del Consejo Supremo de Guerra al comando del Distrito Naval de Yokosuka.
Después de la muerte del almirante Mineichi Koga, Toyoda fue nombrado Comandante en Jefe de la Flota Combinada el 3 de mayo de 1944. En junio del mismo año, redactó e implementó la "Operación A-Gō", que resultó en la decisiva derrota de la Armada Imperial Japonesa bajo el mando del almirante Jisaburō Ozawa en la batalla del Mar de Filipinas. Siguió con la "Operación Sho-Gō", que nuevamente resultó en otra gran derrota en la batalla del Estrecho de Surigao. Toyoda era consciente de que ambos planes eran apuestas importantes, puesto que la flota se estaba quedando sin combustible y otros suministros críticos. Sentía que la ganancia potencial compensaba el riesgo de perder una flota que estaba a punto de ser inútil en cualquier caso. Al final, sin embargo, la agresiva defensiva estratégica de Toyoda no dio resultado. No obstante, Toyoda continuó con la misma estrategia aprobando la "Operación Ten-Gō", que consistía en enviar al acorazado Yamato en su misión solo de ida a Okinawa. A pesar de estas derrotas decisivas, Toyoda se mantuvo  en su cargo.
Toyoda reemplazó a Koshirō Oikawa como Jefe del Estado Mayor de la Marina, después de que este renunciara, y fue el Comandante Supremo final de la Armada Imperial Japonesa desde el 29 de mayo de 1945 en adelante.
Participó en numerosas conferencias imperiales acerca de la rendición de Japón. Inicialmente, el ministro de Marina, Mitsumasa Yonai, esperaba que Toyoda pudiera ejercer una influencia moderadora sobre el Jefe del Estado Mayor del Ejército Yoshijirō Umezu (ya que ambos provenían del mismo distrito de Japón). Sin embargo, Toyoda se unió a Umezu en sus protestas contra la Declaración de Potsdam del 26 de julio. Toyoda estaba a favor de la terminación de la guerra pero insistía en que el gobierno forzara para alcanzar términos más favorables. Después del bombardeo atómico de Hiroshima y Nagasaki, la posición de Toyoda se hizo aún más dura y firme. Argumentó que el pueblo japonés «debería defender las islas japonesas hasta el último hombre».

## Posguerra
Toyoda fue considerado prisionero de guerra y mantenido bajo arresto en la Prisión de Sugamo desde 1945 a 1948. En 1948, Toyoda fue enjuiciado bajo el cargo de cometer crímenes de guerra y violar leyes convencionales de guerra. Toyoda se declaró no culpable y finalmente fue absuelto de todo cargo, siendo el único miembro de alto rango de las Fuerzas armadas en quedar libre en 1949 sin cargos.
Falleció de un ataque cardíaco en 1957 a sus 72 años.